# Edvard Crni Kraljević
Edvard Crni Princ (Woodstock, Oxfordshire, 15. lipnja 1330. – 
Westminsterska opatija, London, 8. lipnja 1376.), sin engleskog kralja Edvarda III, otac engleskog kralja Rikarda II. Edvard se posebno istaknuo kao engleski vojskovođa protiv Francuza u vrijeme Stogodišnjeg rata.
Kao najstariji sin Edvarda III., 1337. je proglašen vojvodom od Cornwalla, a 1343. princom od Walesa. Sudjelovao je u pohodu na sjever Francuske 1346. – 1347. Hrabrost je dokazao već sa 16 godina, kada sudjeluje zajedno s ocem u bitci kod Crecyja, 26. kolovoza 1346. Tu je Edvard zapovijedao lijevim krilom engleske vojske. Nekoliko godina kasnije u bitci za Poitiers, 19. rujna 1356., Edvard je teško porazio Francuze. Tu je i zarobio francuskog kralja Ivana II., kojeg je odveo u zatočeništvo u Englesku. Ivan II. je pušten tek kada je za njega plaćena otkupnina od 3,000.000 zlatnih kruna.
Edvard je nadimak Crni Princ dobio tek kasnije u povijesti. Najvjerojatniji razlog nadimka je boja njegovog viteškog oklopa. Najviše zahvaljujući Edvardu, velški strijelci dobili su u engleskoj vojsci istaknutu ulogu. Englezi duguju njima svoje velike vojne uspjehe na europskom kontinentu. Velški strijelci su bili bolje opremljeni i obučeni za rukovanje lukom i strijelom u usporedbi sa strijelcima u Europi. Edvard je bio jedan od prvih vojskovođa čija je vojska imala uniforme. Uniforme su nosili Velšani jer su govorili drugačije od Engleza pa su mogli greškom biti zamijenjeni za neprijatelja u bitci.
Edvard je 1361. oženio svoju rođakinju Ivanu od Kenta. Nakon braka, Edvard je otišao 1363. vladati u francusku pokrajinu Akvitaniju, u ime svoga oca. Edward je bio feudalac i vazal francuskog kralja. U tom razdoblju rođena su mu i dva sina: Edvard, koji je umro u djetinjstvu, i Rikard, budući engleski kralj. Godine 1367. Edvard je krenuo s vojskom u Španjolsku vratiti na prijestolje Petra I. Kastiljskog, vladara Kastilije. Edvard je pobijedio Hernrika II. Kastilijskog u bitci kod Najere 3. travnja 1367. Ipak, ratovanje u Španjolskoj donijelo je Edvardu velike financijske neprilike i pogoršalo zdravlje. Petar Okrutni nije mogao podmiriti Edvardu velike troškove njegove plaćeničke vojske. Edvardov dvor u Akvitaniji nalazio se u Bordeauxu. Svoje posjede podijelio je u 13 administrativnih okruga. Nakon povratka iz Španjolske francuski feudalci su se okrenuli protiv njega i žalili francuskom kralju Karlu V. Do ožujka 1369. više od 900 gradova, utvrđenja i većih uporišta deklariralo se protiv Edvarda. U listopadu 1370. spalio je Limoges i izvršio masakr nad stanovnicima, no to je samo učvrstilo opće neraspoloženje protiv njega. Na kraju se vratio u Englesku početkom 1371. godine.
Bio je prisiljen odreći se vladanja Akvitanijom. Edward je nosio titulu princ od Akvitanije u razdoblju 1362. – 1372., no njegovi nasljednici nisu nosili taj naslov. Kada je umro, njegov maloljetni sin je postao nasljednik engleskog prijestolja. Pokopan je u katedrali u Canterburyju.